# 新栃木駅
新栃木駅（しんとちぎえき）は、栃木県栃木市平柳町一丁目にある、東武鉄道の駅である。駅番号はTN 12。日光線と宇都宮線が乗り入れ、宇都宮線は当駅を起点としている。

## 歴史
- 1929年（昭和4年）4月1日 - 日光線開通と同時に開業[1]。
- 1931年（昭和6年）8月11日 - 宇都宮線開業[2]。
- 1936年（昭和11年）9月15日 - 駅構内で電車と貨物列車が正面衝突。6人死亡、5人重傷[3]。
- 1974年（昭和49年）7月23日 - 特急列車が1日1往復停車を開始する。
- 1985年（昭和60年）8月19日 - 特急の停車本数が増加される。
- 2001年（平成13年）3月28日 - 特急の停車駅が当駅からJR接続駅の栃木駅に変更される。これにより特急は一部を除いて当駅を通過することとなった。
- 2005年（平成17年）7月 - 浅草駅発当駅止まりの急行列車「きりふり」241号が金曜限定で運行開始される。
- 2006年（平成18年）3月18日 - ダイヤ改正により上記の急行「きりふり」241号を発展させる形で、当駅始発・終着列車の「けごん」（早朝上り200号・夜間下り239号）の運行が開始される。また、当駅始発・終着の準急が区間急行に名称変更され、当該列車の本数も減少した。これにより浅草駅方面の運用は特急・快速・新設された区間快速を除き大幅に減少した。
- 2007年（平成19年）
  - 3月18日 - ICカード「PASMO」の利用が可能となる。
  - 10月31日 - 宇都宮線のワンマン運転に伴い運転士発車案内メロディが導入される。
- 2009年（平成21年）6月6日 - ダイヤ改正に伴い、区間急行の運転区間が当駅までに変更。
- 2012年（平成24年）3月17日 - 駅ナンバリング実施に伴い、『TN-12』が当駅に付番される。
- 2013年（平成25年）3月16日 - ダイヤ改正に伴い、当駅始発・終着の区間急行は1往復のみとなる。
- 2017年（平成29年）4月21日 - ダイヤ改正に伴い、当駅始発・終着列車の「リバティけごん」（早朝上り208号・夜間下り257号[注釈 1]）の運行が開始される。また、快速・区間快速と浅草駅 - 当駅間の区間急行が廃止され、一般列車の伊勢崎線（東武スカイツリーライン）直通運用が消滅。
- 2020年（令和2年）6月6日 - ダイヤ改正に伴い、南栗橋駅方面と宇都宮線の間で直通運転開始[4]。同日から2022年（令和4年）3月12日のダイヤ改正まで、日中の日光線普通列車の系統は当駅で分割されていた。
- 2024年（令和6年）3月16日 - ダイヤ改正を機に駅構内の発車案内表示器がフルカラーLED式に交換され、同時に自動放送の運用を開始。

## 駅構造

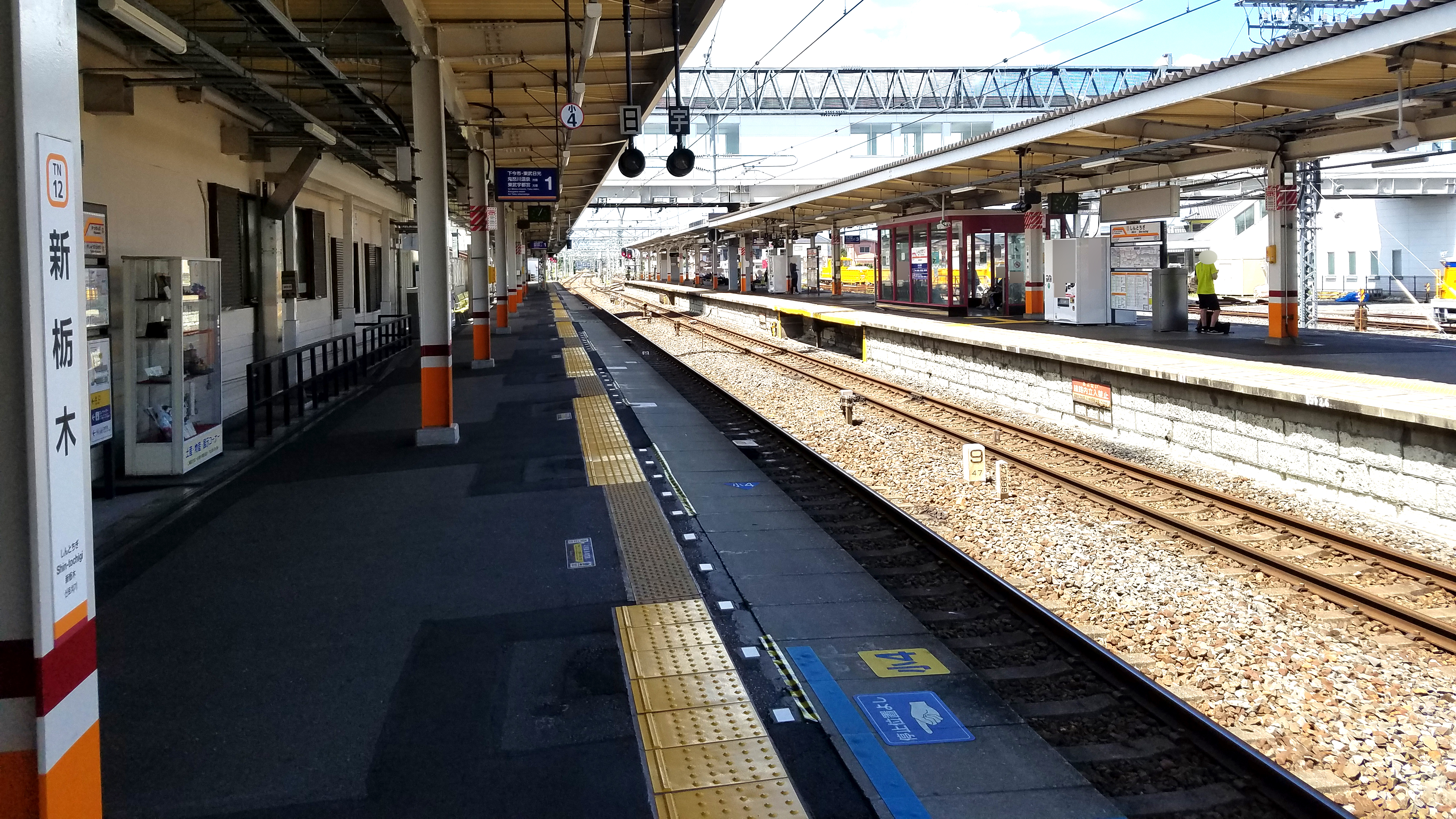
駅構内（2021年8月）

単式ホーム1面1線と島式ホーム1面2線を有する地上駅。島式ホーム上には待合室がある。
駅舎は線路の西側にあり、島式ホームとは跨線橋（エレベーター併設）により連絡している。PASMO対応自動改札機設置駅。なお、東口ロータリー側への直接の駅出入口はなく、駅舎隣接の改札外跨線橋（東西自由通路、エレベーター併設）を経由する必要がある。
当駅北側に南栗橋車両管区新栃木出張所（旧・新栃木検修区）が所在し、ホーム東側には側線がある。また、2022年3月まで鉄道事業本部営業統括部営業部傘下の北関東営業支社が所在していた。
改札口横には隣の栃木駅と同様にセブン銀行のATMが設けられている。

### のりば
| 番線 | 路線     | 方向 | 行先           |
| ---- | -------- | ---- | -------------- |
| 1    | 日光線   | 下り | 東武日光方面   |
| 1    | 宇都宮線 | 下り | 東武宇都宮方面 |
| 2・3 | 日光線   | 上り | 浅草方面       |
| 2・3 | 日光線   | 下り | 東武日光方面   |
| 2・3 | 宇都宮線 | 下り | 東武宇都宮方面 |

- 上記の路線名は旅客案内上の名称（「東武スカイツリーライン」は愛称）で表記している。
- 1番線が下り本線、2番線が上り本線、3番線が待避線という構造だが、当駅が日光線と宇都宮線の乗り換え駅である都合上、配線の関係で1番線から上り列車が発車できないこと以外は柔軟な運用が行われている[注釈 2]。
- 特急は当駅始発の「リバティけごん206号」、および当駅止まりの「リバティけごん255号」（共に3両編成）がいずれも2番線に発着し、それ以外は全列車が通過する。その際下り列車は1番線、上り列車は2番線を走行する。
- 下りの東武日光駅行き急行は2本のうち7時39分発が1番線、8時38分発が2番線に発着する。

## 輸送上の特徴
当駅は日光線と宇都宮線の分岐駅であり、南栗橋駅発着の急行も停車するなど輸送上の主要駅として機能している。
特急列車は2006年3月18日のダイヤ改正で新設された早朝の当駅始発と深夜の当駅止まりの「リバティけごん」1往復のみが停車し、それ以外は通過となる。以前は東武日光駅・鬼怒川温泉駅などを発着する「けごん」「きぬ」の一部が停車していたが、JR両毛線との乗り換えを考慮し2001年3月28日より栃木駅停車に変更された。また、634型車両による観光特急「スカイツリートレイン」や300型・350型車両を使用した特急「きりふり」「ゆのさと」「しもつけ」は臨時列車を含めた全列車が当駅に停車していたが、前者は2017年4月16日、後者は2022年3月6日までに全廃された。
2006年3月18日のダイヤ改正で浅草駅 - 当駅・東武日光駅間で運行されていた準急は区間急行に名称変更のうえ朝夕のみの運行となり、代わって南栗橋駅発着の半蔵門線・東急田園都市線直通の急行と接続する南栗橋駅 - 当駅間の普通が1時間2本設定された。同時に1時間1本運転されていた快速の大半が区間快速に格下げされ、当初は日光線全線（東武動物公園駅以北）が各駅停車とされた。さらに2009年6月6日に実施されたダイヤ改正に伴い、区間急行の運転区間が当駅以南のみとなった。
2011年、東日本大震災に伴う夏の節電ダイヤ実施時には、平日日中の南栗橋駅 - 当駅間の本数が1時間2本に減便されていた他、一部列車については6両編成から4両編成に減車されていた（当駅発着の1時間2本の普通のうち1本を運休、区間快速は通常通り）。9月に節電ダイヤが終了した後も平日日中のこの区間においては引き続き1時間2本のまま存置されていたが、2012年5月22日に震災前のダイヤに復帰した。
2013年3月16日のダイヤ改正で区間快速は各駅停車区間が新大平下駅以北に変更された上で2時間間隔での運転となり、減便分は当駅・栃木駅 - 東武日光駅または鬼怒川温泉方面の普通列車に置き換えられた。同時に南栗橋駅 - 当駅間の普通列車は4両編成に縮小された。また、当駅発着の区間急行は6050系車両による1往復のみ（5時00分発・0時14分着）となり通勤車での運用が廃止された。
2017年4月21日のダイヤ改正で当駅発着の区間急行と快速・区間快速が廃止されたため、当駅からの南栗橋駅以南への直通列車は前述した特急1往復のみとなり、一般列車で浅草駅方面へ向かうには南栗橋駅での乗り継ぎが必須になった。
2020年6月6日のダイヤ改正より日中の日光線普通列車は当駅で系統が分割され、南栗橋駅方面と宇都宮線の間で直通運転を開始。東武日光駅方面の普通列車は原則として当駅で折り返しとなる。それまでの宇都宮線普通列車は栃木駅発着が基本であったことから、栃木駅 - 当駅間では本数が削減されている。
2022年3月12日のダイヤ改正から日光線の下今市駅方でもワンマン運転が開始されたことに伴い、日中の日光線普通列車の当駅を跨いでの運転が再開。南栗橋駅方からの普通列車を、下今市駅方面と宇都宮線に半々ずつ振り分ける形となり、下今市駅方面発着の列車に接続する形で宇都宮線内での折り返し列車が設定されている。また同改正で当駅を発着する一般列車は朝の下り急行2本を含めて20400型車両によるワンマン列車に統一され、30年以上にわたり運用されてきた10000系列や6050系が当駅から完全に姿を消すこととなった。

## 利用状況
2024年度の一日平均乗降人員は3,291人である。1990年代後半から減少傾向が続き、2006年度には4000人台を下回ったものの、近年は回復傾向にあり、2017年度には再び4000人台を記録した。
近年の1日平均乗降人員および乗車人員の推移は下記の通り。
| 年度               | 一日平均 乗降人員 | 一日平均 乗車人員 | 出典         |
| ------------------ | ----------------- | ----------------- | ------------ |
| 1998年（平成10年） | 4,987             |                   |              |
| 1999年（平成11年） | 4,870             |                   |              |
| 2000年（平成12年） | 4,771             |                   |              |
| 2001年（平成13年） | 4,183             |                   |              |
| 2002年（平成14年） | 4,043             |                   |              |
| 2003年（平成15年） | 4,081             |                   |              |
| 2004年（平成16年） | 4,119             |                   |              |
| 2005年（平成17年） | 4,121             |                   |              |
| 2006年（平成18年） | 3,895             |                   |              |
| 2007年（平成19年） | 3,817             |                   |              |
| 2008年（平成20年） | 3,757             |                   |              |
| 2009年（平成21年） | 3,525             |                   |              |
| 2010年（平成22年） | 3,492             |                   |              |
| 2011年（平成23年） | 3,519             |                   |              |
| 2012年（平成24年） | 3,743             |                   |              |
| 2013年（平成25年） | 3,842             | 1,908             | [ 県統計 1 ] |
| 2014年（平成26年） | 3,781             | 1,879             | [ 県統計 2 ] |
| 2015年（平成27年） | 3,853             | 1,923             | [ 県統計 3 ] |
| 2016年（平成28年） | 3,938             | 1,974             | [ 県統計 4 ] |
| 2017年（平成29年） | 4,017             | 2,016             | [ 県統計 5 ] |
| 2018年（平成30年） | 4,200             | 2,103             | [ 県統計 6 ] |
| 2019年（令和元年） | 4,163             |                   |              |
| 2020年（令和02年） | 3,100             |                   | [ 東武 3 ]   |
| 2021年（令和03年） | 3,191             | 1,606             | [ 東武 4 ]   |
| 2022年（令和04年） | 3,384             | 1,701             | [ 東武 5 ]   |
| 2023年（令和05年） | 3,337             | 1,674             | [ 東武 6 ]   |
| 2024年（令和06年） | 3,291             | 1,651             | [ 東武 1 ]   |

2008〜2012年の5か年の路線別乗車人員の推移は、下記の通り。
| 年度               | 日光線 | 宇都宮線 | 出典          |
| ------------------ | ------ | -------- | ------------- |
| 2008年（平成20年） | 1,192  | 711      | [ 県統計 7 ]  |
| 2009年（平成21年） | 1,121  | 654      | [ 県統計 8 ]  |
| 2010年（平成22年） | 1,131  | 624      | [ 県統計 9 ]  |
| 2011年（平成23年） | 1,080  | 675      | [ 県統計 10 ] |
| 2012年（平成24年） | 1,145  | 712      | [ 県統計 11 ] |

## 駅周辺
駅周辺は栃木市市街地の北部に当たり、基本的には新興住宅地となっている。
- 栃木郵便局
- 栃木市消防本部（栃木市消防署）
- ヤオハンアイム店
- 足利銀行 新栃木支店
- マロニエ医療福祉専門学校
- 新栃木コミュニティ会館
- ビジネスホテル柳泉
- ヨークベニマル 栃木平柳店
- かましん 栃木平柳店
- ドン・キホーテ 栃木平柳店
- とちぎコープ生活協同組合コープ栃木店
- 業務スーパー 栃木店

## バス路線

### 西口
「新栃木駅前」停留所にて、ふれあいバスの路線が発着する。
- 市街地循環線・市街地北部循環線：栃木駅
- 真名子線：栃木駅 / 東武金崎駅 / 真名子介護保険事業所
- 金崎線：栃木駅 / 道の駅にしかた

### 東口
「新栃木駅東口」停留所にて、栃木市営バスの路線が発着する。
- 大宮国府線：栃木駅 / 国府公民館

## 隣の駅
東武鉄道
 日光線
- ■特急「リバティけごん」一部発着駅

■急行
栃木駅 (TN 11) - 新栃木駅 (TN 12) - 新鹿沼駅 (TN 18)
■普通
栃木駅 (TN 11) - 新栃木駅 (TN 12) - 合戦場駅 (TN 13)
 宇都宮線
■普通
栃木駅 (TN 11) - 新栃木駅 (TN 12) - 野州平川駅 (TN 31)